# Lovča (Słowacja)
Lovča – wieś (obec) na Słowacji położona w kraju bańskobystrzyckim, w powiecie Żar nad Hronem. Pierwsze wzmianki o miejscowości pochodzą z roku 1283. 
Według danych z dnia 31 grudnia 2012, wieś zamieszkiwało 678 osób, w tym 353 kobiety i 325 mężczyzn.
W 2001 roku rozkład populacji względem narodowości i przynależności etnicznej wyglądał następująco:
- Słowacy – 98,59%
- Czesi – 0,28%
- Węgrzy – 0,28%

Ze względu na wyznawaną religię struktura mieszkańców kształtowała się w 2001 roku następująco:
- Katolicy rzymscy – 94,63%
- Ewangelicy – 0,14%
- Prawosławni – 0,14%
- Ateiści – 2,26%
- Nie podano – 2,54%